# Luisa e il silenzio
Luisa e il silenzio è un romanzo dello scrittore italiano Claudio Piersanti, pubblicato nel 1997. Nello stesso anno il libro ha vinto il Premio Viareggio nella sezione di Narrativa e il Premio Vittorini.

## Trama
Luisa lavora nell’ufficio amministrativo di una fabbrica. È tanto apprezzata che il principale, detto “Il Commendatore”, la invita a casa propria per rivedere alcuni documenti privati. Abile e paziente, Luisa scova errori e si mostra più affidabile del commercialista che li aveva redatti. Ma un giorno, in fabbrica, una delle impiegate scopre un calcolo con un grave errore: Luisa rimedia alla situazione, ma capisce che quell'errore, fatto da lei, è un'enormità. La profonda vergogna che prova per l'accaduto la induce a dare le dimissioni e andare in pensione. Nessuno la rimpiange davvero, tranne la collega Renata.
La nuova vita sembra facile: la donna è divorziata e non ha figli, i suoi genitori sono morti da tempo, l'ex marito si è sistemato e non si fa vedere, l'unica parente, una cugina, non è troppo invadente. Il peggior fastidio che lei prova è la costante presenza di ragazzi chiassosi e maleducati che frequentano il bar sottostante al suo appartamento: lasciano rifiuti e giocano per ore e ore a calcio contro i portelloni dei garage. Luisa fantastica spesso sulla morte di questi ragazzi, finché accade un fatto tragico: un pensionato ottantenne, in seguito a un litigio, ha sparato mortalmente a un ragazzo e lei vorrebbe fargli sapere che lo rispetta.
Luisa passa un'estate torrida a sopportare il rumore dentro e fuori dal condominio, poi, con l'autunno, il silenzio torna un po' alla volta. Chiusa in casa, tra libri, riviste e televisione, la donna pensa di godere del meritato riposo, ma comincia a dormire troppo e ad avere sempre meno appetito. Si accorge che un neo tra i seni si gonfia ogni giorno di più e neanche due grandi cerotti bastano più per coprirlo; sotto le ascelle si sono invece ingrossati i linfonodi. Ciononostante decide che non andrà dai medici e che si preparerà a morire. Scrive un testamento e acquista un loculo al cimitero, elude con astuzia i tentativi (della cugina, di Renata, di un'altra conoscente, Laura) di incontrarla o interessarsi a lei. Al telefono racconta di essere alle terme, non risponde al suono del campanello all'ingresso. Solo il garzone del droghiere entra a portarle la spesa e le fa qualche lavoro, come cambiare le lampadine fulminate.
Luisa perde ben presto il senso del tempo, in un via vai di pensieri contrastanti. Sebbene non sia mai stata  credente, rivolge qualche preghiera a Dio. In preda a uno stato di angoscia, si graffia attorno al neo, divenuto un bubbone spaventoso e maleodorante, procurandosi un'emorragia. La donna viene ritrovata morta dopo qualche giorno e le sue volontà sono rispettate scrupolosamente. Nella casa, ristrutturata in due mesi, va ad abitare la figlia della cugina, che da bambina chiamava Luisa “zia” e a cui la defunta aveva voluto bene.

## Edizioni
- Claudio Piersanti, Luisa e il silenzio, Collana i Narratori, Feltrinelli, Milano 1997 ISBN 88-07-01521-8
- Claudio Piersanti, Luisa e il silenzio, Universale Economica Feltrinelli, Milano 1999 ISBN 88-07-81544-3
- (FR)  Luisa et le silence, trad. di Marguerite Pozzoli, Actes Sud, coll. «Lettre italiennes», Arles, 1998, ISBN 2-7427-2027-8
- (EL)  Ē Louiza kai ē siōpē, trad. di Tota Tsakou-Konvertino, Ōkeanida, Athēna 1999
- (EN)  Luisa and the silence, trad. di  George Hochfield, Marlboro Press/Northwestern, Evanston, Ill. 2002